# Якушина, Татьяна Даниловна
Татья́на Дани́ловна Яку́шина (урождённая ― Шкантова) (1914―1995) — бригадир совхоза «Шиловский» Шиловского района Рязанской области, Герой Социалистического Труда.

## Биография
Родилась в семье ямщика 4 декабря 1914 года в селе Новосёлки Спасского уезда Рязанской губернии (ныне — посёлок городского типа Шилово, Шиловский район, Рязанская область).
Окончив четыре класса Новосёлковской сельской школы Якушина начала трудовую деятельность в 1929 году в местном совхозе «Шилово». С самого начала Татьяна работала дояркой, в 1935 году добилась увеличения надоев в два раза, доведя до 3 тысяч килограммов от каждой из 12 коров своей группы.
В 1936 году Якушина стала инициатором стахановского движения среди животноводов Шиловского района. По результатам работы за 1936 году её бригада получила от каждой из 15 коров своей группы по 3225 килограммов молока и заняла первое место в районном соревновании. Перед самым началом Великой Отечественной войны годовой надой в её группе коров достиг 4 тысяч килограммов.
Татьяна Якушина неоднократно участвовала во Всесоюзной сельскохозяйственной выставке (ВСХВ). В 1953 году вступила в ряды КПСС.
В 1956 году окончила двухгодичные курсы, после которых ей было присвоена квалификация «Мастер сельского хозяйства по крупному рогатому скоту». В 1960-х годах в совхозе «Шиловский» стали вводить машинное доение коров, и она стала работать бригадиром под началом главного зоотехника. В бригаде Якушиной трудилось 10 доярок, которые в две смены обслуживали 100 голов, каждая по 25 коров, две доярки были подменные. По результатам работы в 1965 году её бригада вышла победителем в социалистическом соревновании среди животноводов Шиловского района.
Указом Президиума Верховного Совета СССР от 22 марта 1966 года за достигнутые успехи в развитии животноводства, увеличении производства и заготовок мяса, молока, яиц, шерсти и другой продукции Татьяне Даниловне Якушиной было присвоено звание Героя Социалистического Труда с вручением Ордена Ленина и Золотой медали «Серп и Молот».
Многие доярки из её бригады по итогам 7-й семилетки (1959—1965) были награждены разными орденами. В последующие годы бригада Якушиной продолжала добиваться высоких результатов по надоям молока. По итогам работы в 8-й пятилетке (1966—1970) Татьяна Якушина была награждена Орденом Октябрьской Революции, а доярка А. П. Королькова из её бригады стала Героем Социалистического Труда.
Якушина дважды избиралась делегатом на XXIII и XXIV съезды КПСС (1966, 1971). Награждена орденами Ленина (22 марта 1966 года), Октябрьской Революции (8 апреля 1971 года), медалями, в том числе «За трудовое отличие» (8 января 1960 года), а также медалями ВСХВ.
Выйдя на заслуженный отдых, проживала в посёлке Шилово. Скончалась 23 декабря 1995 года, похоронена на Шиловском поселковом кладбище.